# Almenara (Minas Gerais)
Pour les articles homonymes, voir Almenara.
Almenara est une ville brésilienne du nord de l'État du Minas Gerais.

## Généralités
Almenara possède un aéroport (code AITA : AMJ).

## Géographie
Almenara se situe par une latitude de 16° 11' 00" sud et par une longitude de 40° 42' 00" ouest, à une altitude de 248 mètres.
Sa population était de 39 287 habitants au recensement de 2012. La municipalité s'étend sur 2 301 km2.
Elle est le principal centre urbain de la microrégion d'Almenara, dans la mésorégion de Jequitinhonha.